# لوك يونغ (لاعب دوري الرغبي)
لوك يونغ (بالإنجليزية: Luke Young)‏ هو لاعب دوري الرغبي أسترالي، ولد في 31 أغسطس 1980 في أستراليا.